# أوبودو
أوبودو (بالإنجليزية: Opodo) هي وكالة سفر عبر الإنترنت مملوكة لإسبانيا تقدم عروضًا على الرحلات الجوية المنتظمة والمستأجرة، وشركات الطيران منخفضة التكلفة، والفنادق، والرحلات البحرية، وتأجير السيارات، والباقات الديناميكية، وباقات العطلات، وتأمين السفر. إنها مؤسسة أوروبية أسسها اتحاد من شركات الطيران الأوروبية، بما في ذلك الخطوط الجوية البريطانية، الخطوط الجوية الفرنسية، أليطاليا ، أيبيريا، الخطوط الجوية الملكية الهولندية، لوفتهانزا، إير لينغوس، الخطوط الجوية النمساوية وفين إير. امتلك مزود تكنولوجيا السفر أماديوس 99.4% من الشركة حتى عام 2011، عندما استحوذت عليها شركة إي دريم أوديغيو (eDreams ODIGEO).